# Olympische Sommerspiele 1908/Teilnehmer (Australasien)
| Gelbes Symbol für Goldmedaillen mit stilisierten Olympischen Ringen | Graues Symbol für Silbermedaillen mit stilisierten Olympischen Ringen | Braundes Symbol für Bronzemedaillen mit stilisierten Olympischen Ringen |
| ------------------------------------------------------------------- | --------------------------------------------------------------------- | ----------------------------------------------------------------------- |
| 1                                                                   | 2                                                                     | 2                                                                       |

Bei den Olympischen Sommerspielen 1908 in London war Australasien der Name des Teams, das sich aus Sportlern aus Australien und Neuseeland zusammensetzte. Es war die vierte Teilnahme Australiens, welches zuvor keine Olympischen Sommerspiele verpasst hatte, und die erste Teilnahme für Neuseeland. Die beiden Länder traten noch bei den Olympischen Sommerspielen 1912 als gemeinsames Team an. Später nahmen beide Länder jeweils an allen folgenden Spielen teil. In dem Team gab es drei Neuseeländer: Kerr, Henry St Aubyn Murray und Albert Rowland (der vierte Arthur Halligan trat für das Vereinigte Königreich an). Alle weiteren Teilnehmer waren Australier.

## Medaillengewinner

### Gold
| Name | Sportart | Wettkampf |
| --- | -------- | --------- |
| John Barnett Bede Smith Phillip Carmichael Dan Carroll Robert Craig Tom Griffin John Hickey Mannie McArthur Arthur McCabe Paddy McCue Chris McKivat Charles McMurtrie Syd Middleton Tom Richards Charles Russell | Rugby    | Männer    |

### Silber
| Name              | Sportart  | Wettkampf          |
| ----------------- | --------- | ------------------ |
| Reginald Baker    | Boxen     | Mittelgewicht      |
| Frank Beaurepaire | Schwimmen | 400 Meter Freistil |

### Bronze
| Name              | Sportart       | Wettkampf           |
| ----------------- | -------------- | ------------------- |
| Harry Kerr        | Leichtathletik | 3500 Meter Gehen    |
| Frank Beaurepaire | Schwimmen      | 1500 Meter Freistil |

## Teilnehmer nach Sportarten

### Boxen
- Reginald Baker
Mittelgewicht: 2. Platz

### Leichtathletik
- Harvey Sutton
800 Meter: Halbfinale

- Joseph Lynch
800 Meter: Halbfinale
1500 Meter: Halbfinale
5 Meilen: DNF
Marathon: DNF

- Charles Swain
1500 Meter: DNF

- Henry Murray
110 Meter Hürden
400 Meter Hürden

- George Blake
5 Meilen: Halbfinale
Marathon: DNF

- Victor Aitken
Marathon: DNF

- Harry Kerr
3500 Meter Gehen: Bronze 
10 Meilen Gehen: 8. Platz

- Albert Rowland
3500 Meter Gehen: 5. Platz
10 Meilen Gehen: 11. Platz

- Ernest Hutcheon
Hochsprung aus dem Stand: 19.–23. Platz

### Rugby
- Männer: Gold 
John Barnett
Phillip Carmichael
Dan Caroll
Bob Craig
Tom Griffin
Jack Hickey
Mannie McArthur
Arthur McCabe
Paddy McCue
Chris McKivat
Charles McMurtrie
Syd Middleton
Tom Richards
Charles Russel
Bede Smith

### Schießen
- William Hill
Kleinkalibergewehr liegend: 16. Platz
Kleinkalibergewehr bewegliches Ziel: DNF
Kleinkalibergewehr verschwindendes Ziel: 18. Platz

### Schwimmen
- Frank Beaurepaire
100 Meter Freistil: Halbfinale
400 Meter Freistil: Silber 
1500 Meter Freistil: Bronze 
4 × 200 Meter Staffel: 4. Platz

- Theodore Tartakover
100 Meter Freistil: Vorläufe
400 Meter Freistil: Halbfinale
4 × 200 Meter Staffel: 4. Platz

- Edward Cooke
100 Meter Freistil: Vorläufe
200 Meter Brust: DNF

- Frank Springfield
400 Meter Freistil: Vorläufe
1500 Meter Freistil: Vorläufe
4 × 200 Meter Staffel: 4. Platz

- Reginald Baker
4 × 200 Meter Staffel: 4. Platz

### Wasserspringen
- Reginald Baker
3-Meter-Brett: 22. Platz